# Gunnar Nyström (läkare)
Erik Gunnar Nyström, född 19 april 1877 i Stockholm, död 26 april 1964 i Uppsala, var en svensk läkare. Han var son till Carl Nyström.
Nyström blev medicine kandidat vid Karolinska institutet 1898, medicine licentiat 1902, medicine doktor 1907, praktiserande läkare i Stockholm 1907, docent i kirurgi vid Karolinska institutet 1908 och 1918, docent och tillförordnad professor i kirurgi i Uppsala 1916–1918, överläkare vid Sabbatsbergs sjukhus kirurgiska avdelning 1919–1921 och professor i kirurgi i Uppsala 1921–1942.
Nyström var verkställande direktör för Akademiska sjukhuset 1923–1935, blev hedersdoktor i Åbo 1955, hedersledamot av American Surgical Association 1930, Uppsala läkarförening 1942, ledamot av Kungliga Vetenskaps-Societeten i Uppsala 1931, ledamot av kyrkomötet 1936, höll Abraham Flexnerföreläsningar vid Vanderbilt University i Nashville, Tennessee, 1935, ordförande i Svenska Läkaresällskapet 1942 och tilldelades medaljen Illis quorum meruere labores av 12:e storleken 1948.
Nyström författade bland annat Där stridens sår läkas (1915), anatomiska och fysiologiska i läroböcker för sjuksköterskor (åtta upplagor 1915–1938, nionde upplagan 1945 tillsammans med Martin Wrete och Runar Brenning), arbeten angående appendicit, lokalbedövning, statistiska arbeten angående cancersjukdomar i Sverige (1922), operation av lungemboli (1928 och 1930), kirurgisk behandling av lungtuberkulos (1914, 1930, 1948), behandling av brott på lårbenshalsen (1935, 1938, 1939, 1944, 1954), hudtransplantation (1959), Korset och graven (1950), Karl Gustaf Lennander och uppsalakirurgien vid sekelskiftet (1954) och Olof Rudbeck och anatomiska teatern i Gustavianum (1955). Han är begravd på Uppsala gamla kyrkogård.